# Поливин, Анатолий Иванович
Анатолий Иванович Поливин (8 июля 1928, с. Крайчиково, Колосовский район, Сибирский край, РСФСР — 29 октября 2016, Чита, Забайкальский край, Российская Федерация) — советский сельскохозяйственный деятель, председатель колхоза имени В.И. Ленина Кыринского района Читинской области, Герой Социалистического Труда (1966).

## Биография
В 1953 году окончил Омский сельскохозяйственный институт. По распределению уехал в Читинскую область, был назначен агрономом Мангутской МТС Кыринского района. Через год стал уже директором МТС.
В 1958 году, после реорганизации МТС, был избран председателем правления колхоза имени Ленина, самого крупного в районе. Главным направлением колхоза было овцеводство. Под его руководством в колхозе внедрена новая форма организации труда овцеводов — укрупнённые хозрасчётные чабанские бригады, что позволило в 2 раза увеличить продажу мяса государству. Отары насчитывали свыше 35 тысяч овец, выход ягнят на сотню маток поднялся с 60 до 88-92 на 100 овец, настриг шерсти с овцы с 2,9 до 4,2 кг. Хозяйство быстро крепло организационно и экономически. Доходы его в 1965 году по сравнению с 1958 годом возросли почти в три раза. В 1965 году колхоз продал государству 1795 тонн зерна, 635 тонн мяса, 1053 тонны молока и 116,5 тонны шерсти.
Указом Президиума Верховного Совета СССР от 22 марта 1966 года за достигнутые успехи в развитии животноводства, увеличении производства и заготовок мяса, молока, яиц, шерсти и другой продукции Поливину Анатолию Ивановичу присвоено звание Героя Социалистического Труда с вручением ордена Ленина и золотой медали «Серп и Молот».
С 1970 года — на советской работе. В 1970—1974 годах работал в областном управлении сельского хозяйства первым заместителем начальника, начальником. С января 1974 года — первый заместитель председателя исполнительного комитета Читинского областного совета депутатов трудящихся.
Избирался депутатом Верховного Совета РСФСР, делегатом XXIII съезда КПСС.
В 2012 году в числе трёх Почётных граждан Читинской области исключён из Коммунистической партии России «за ущерб, нанесённый КПРФ». Причиной стала их активная поддержка Общероссийского народного фронта перед выборами депутатов Государственной думы VI созыва. Находился в рядах КПСС, а позже КПРФ более 50 лет.

## Награды и звания
Награждён орденами Ленина, Трудового Красного Знамени, двумя орденами «Знак Почёта», медалями.